# Sebandung
Sebandung is een bestuurslaag in het regentschap Pasuruan van de provincie Oost-Java, Indonesië. Sebandung telt 2142 inwoners (volkstelling 2010).